# Hapalophragmium philippinense
Hapalophragmium philippinense är en svampart som beskrevs av Lohsomb. & S. Sato 1992. Hapalophragmium philippinense ingår i släktet Hapalophragmium och familjen Raveneliaceae.   Inga underarter finns listade i Catalogue of Life.